# Émile Decroix
Pour les articles homonymes, voir Decroix.
Émile Decroix, né à Savy-Berlette le 28 août 1821 et mort à Paris le 8 avril 1901, est un vétérinaire militaire et philanthrope français.

## Biographie
Engagé dans de nombreuses actions philanthropiques, Émile Decroix est surtout connu comme le propagateur de l'hippophagie en France et pour son action, en tant que pionnier, de la lutte anti-tabac. 
Le 22 juin 1902, est inauguré à Savy-Berlette, le monument consacré à sa mémoire : un buste installé devant la mairie, en l'honneur de l'homme qui fut « propagateur de la viande de cheval et fondateur de la Société contre l'abus du tabac ». 

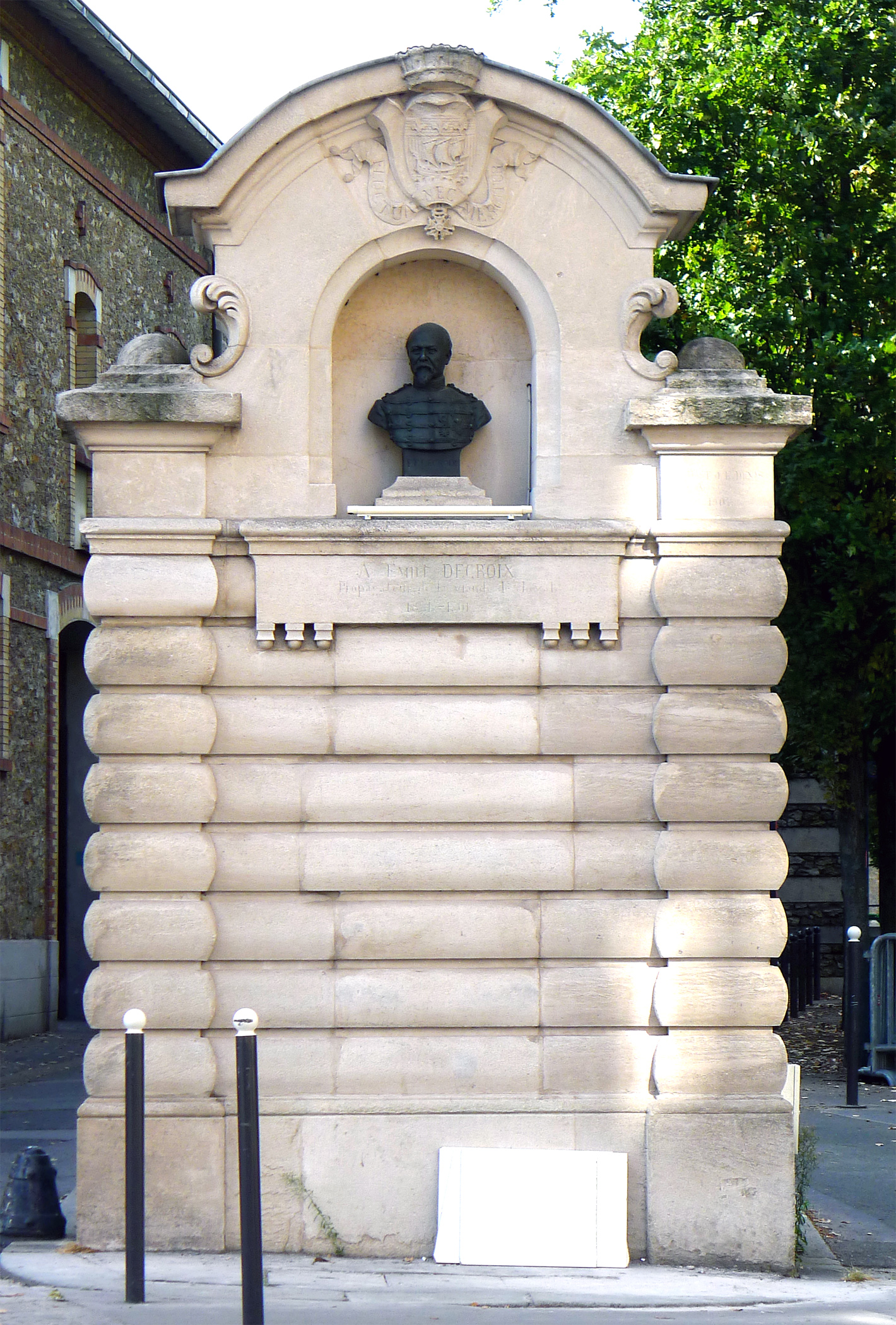
Statue d'Émile Decroix,
rue Brancion, Paris 15e.

Une statue à sa mémoire se trouve de nos jours à l'entrée du parc Georges-Brassens de Paris (emplacement des anciens abattoirs de chevaux de Vaugirard), le long de la rue Brancion.